# Токарська Тетяна Петрівна
Токарська Тетяна Петрівна (нар. 1906 — пом. 1984) — українська кіноакторка та режисер.

## Життєпис
Народилася у Полтаві. Закінчила екранне відділення Одеського державного технікуму кінематографії.
Час не зберіг перших її фільмів та, на щастя, деякі кадри з них зберігаються в Музеї театрального, музичного та кіномистецтва України у Києві.
Вже на перших курсах зіграла дві головні ролі — Нимидори та Мокрини у кінофільмі «Микола Джеря», знятому в 1926 році Марком Терещенком, сподвижником Леся Курбаса на студії ВУФКУ в Одеса. Її партнером по фільму був А.Бучма.
У другому фільмі цієї ж студії на українську тематику «Сорочинський ярмарок» акторка виконала також головну роль дочки Солопія Черевика Параски. Ці фільми з успіхом демонструвалися в Парижі та Берліні.
Потім акторка знімається в різних фільмах, таких як «Бенефіс клоуна Жоржа», «Октябрюхов і Декабрюхов» (сценарій В.Маяковського), «Не по дорозі» (реж. М.Терещенко) та інших.
Наприкінці 20-х років, коли набуває стрімкого розвитку жанр «виробничого фільму», акторка бере активну участь у зйомках. У фільмі «Контакт» Тетяна Токарська зіграла головну роль Ані, дочки старого майстра Коржова. У цьому фільмі вперше знявся Борис Безґін. Зйомки відбувалися на заводській натурі, на вулицях та парках Києва.
У фільмі «Італійка» (1931 р.) вона зустрічається на знімальному майданчику з кінорежисером Л.Луковим, з яким потім працює у фільмі «Боротьба триває» (1931 р.) та «Велике життя» (1939 р.) (як асистент режисера).
В ці ж роки Тетяна Токарська працює асистентом та другим режисером, а потім багато років режисером дубляжного відділу Київської кіностудії.
Акторка зіграла багато різнопланових ролей, співпрацювала з такими митцями, як А. Бучма, Л. Луков, М. Терещенко та наблизила до глядача героїв зарубіжних фільмів, дублюючи їх українською мовою.
Померла в Києві у 1984 році.

## Фільмографія
- 1926 — «Микола Джеря» — дві ролі — Нимидора, Мокрина (акторка)
- 1927 — «Сорочинський ярмарок» — Параска (акторка) — фільм не зберігся
- 1927 — «Не по дорозі» (акторка)
- 1928 — «Бенефіс клоуна Жоржа» (акторка) — фільм не зберігся
- 1928 — «Октябрюхов і Дєкабрюхов» — служниця Октябрюхова (акторка)
- 1930 — «Контакт» — Аня (акторка)
- 1930 — «Вовчі стежки» — Таня (акторка)
- 1930 — «П'ять наречених» — четверта наречена (акторка)
- 1931 — «Італійка» — Ася (акторка)
- 1931 — «Вогні Бессемера» (акторка)
- 1938 — «Боротьба триває» — селянка (акторка)
- 1939 — «Велике життя» (асистент режисера)
- 1947 — «Подвиг розвідника» (ст. асистент режисера)
- 1950 — «Щедре літо» (асистент режисера)